# Faouzi Chaâbi
 (janvier 2017).
Si vous disposez d'ouvrages ou d'articles de référence ou si vous connaissez des sites web de qualité traitant du thème abordé ici, merci de compléter l'article en donnant les références utiles à sa vérifiabilité et en les liant à la section « Notes et références ».
Faouzi Chaâbi,  est un homme d'affaires et homme politique marocain affilié au Parti authenticité et modernité (PAM). Il est notamment le fils du défunt milliardaire Miloud Chaâbi. Il est élu lors des élections législatives de 2016 député de Kénitra.

## Biographie

### Origines et études
Il est le fils de l'homme d’affaires Miloud Chaâbi et le frère de la femme politique Asmaa Chaâbi.